# Byvallen
Byvallen är en by utanför Sveg i Härjedalen. Orten var från början en fäbodvall under byn öster om Svegs kyrkby. Området hyser fortfarande flera jordbruk samt en crossbana och golfbana[när?]. Vid Byvallen låg även Byarforsen, som sedan 1970-talet är reglerad genom Byarforsens kraftverksdamm. 